# María Eugenia Limón Bayo
María Eugenia Limón Bayo   (San Bartolomé de la Torre, 1982) és una política espanyola pertanyent al Partit Socialista Obrer Espanyol. És l'actual presidenta de la Diputació Provincial de Huelva aAlcaldessa de San Bartolomé de la Torre.
Va estudiar Comunicació Audiovisual a la Universitat de Sevilla i posteriorment dos màsters d'especialització: un en Imatge, Comunicació i Protocol i un altre en Ensenyament de Llengua i Literatura (CAP). Va treballar en l'àmbit de la comunicació en el sector privat fins a la seva incorporació a la política.
El 2007 va concórrer a les eleccions municipals a la llista del PSOE-A del seu poble natal. Després de la victòria del seu partit, va ser nomenada tinent d'alcaldessa. Al febrer de 2019 va ser designada candidata pel seu partit com a cap de llista a les eleccions municipals per substituir Manuel Domínguez, que va renunciar a tornar a presentar-se. En aquests comicis, el PSOE va revalidar la majoria absoluta que posseïa a San Bartolomé de la Torre, obtenint 10 de 11 regidors, i Limón Bayo va prendre possessió com a alcaldessa el 16 de juny de 2019.
Limón Bayo es va incorporar a la Diputació Provincial de Huelva el 2013 com a diputada territorial.1 El 2015 va ser nomenada vicepresidenta de la Diputació Provincial de Huelva, amb competències en desenvolupament local, infraestructures i serveis socials.
El 14 de novembre de 2020 és elegida presidenta de la Diputació Provincial de Huelva després de la dimissió d'Ignacio Caraballo, amb els vots del seu grup polític.